# Pseudocoremia flava
Pseudocoremia flava là một loài bướm đêm trong họ Geometridae.